# 夢幻女僕的茶點時光
《夢幻女僕的茶點時光》是創作的日本漫畫。開始連載於2022年8月26日發售的《月刊COMIC CUNE》2022年10月號。單行本全3冊。主要描述主角雪之下冬花因為之前女僕咖啡廳「Bloom」店長的顧客服務而夢想著能夠像她一樣讓人們微笑，於是開始在女僕咖啡廳兼職。有聲漫畫於2023年推出。 

## 登場人物
雪之下冬花（配音：水瀨祈）
高中2年級生。女僕咖啡廳「Bloom」兼職人員。
春山梓希（配音: 鈴代紗弓）
冬花的同班同學。女僕咖啡廳兼職人員。
店長（配音：M·A·O）

## 出版書籍
| 冊數 | KADOKAWA       | KADOKAWA           |
| 冊數 | 發售日期       | ISBN               |
| ---- | -------------- | ------------------ |
| 1    | 2023年3月26日  | ISBN 9784046822543 |
| 2    | 2024年2月26日  | ISBN 9784046831323 |
| 3    | 2024年10月24日 | ISBN 9784046841964 |

## 外部連結
- 夢見るメイドのティータイム （页面存档备份，存于）（日語）